# Colom verdós de Timor
El colom verdós de Timor (Treron psittaceus) és una espècie d'ocell de la família dels colúmbids (Columbidae) que habita els boscos de l'illa de Timor i la propera Semau, a les illes Petites de la Sonda.